# Waiariki (rivière)
La rivière Waiariki (en anglais : Waiariki River) est un cours d’eau de la région du  Northland dans l’Île du Nord de la Nouvelle-Zélande.

## Géographie
C‘est l’un des affluents supérieurs de la rivière Wairua, qu’il atteint près du village de ‘Waiotu’, approximativement à mi-chemin  entre Whangarei et Kawakawa.

(en) Land Information New Zealand, « détail emplacement: Waiariki (rivière) », sur New Zealand Gazetteer